# Я не люблю
«Я не люблю» (по первой строчке также «Я не люблю фатального исхода…») — авторская песня Владимира Высоцкого. Текст произведения полностью построен как рассказ о поступках и явлениях жизни, к которым автор относится негативно, таким образом представляя собой в концентрированной форме характерный для творчества Высоцкого приём выражения отношения через отрицание.
Песня, написанная в 1969 году (изначально — для кинофильма «Опасные гастроли»), стала одним из самых известных произведений Высоцкого и рассматривается как его поэтическое кредо, мировоззренческий или даже политический манифест. Заметное место в истории исполнения «Я не люблю» занимает её включение в спектакль театра «Современник» «Свой остров», где её исполнял игравший главную роль Игорь Кваша. Известно от 240 до 250 прижизненных фонограмм песни, а также свыше 150 переводов более чем на 50 языков. Отдельные формулировки из её текста стали крылатыми выражениями. В опросах общественного мнения в России «Я не люблю» последовательно занимает места в числе самых любимых песен Высоцкого.

## Сюжет
Я не люблю манежи и арены: 

На них мильон меняют по рублю.

Пусть впереди большие перемены — 

Я это никогда не полюблю!

Песня построена в форме ряда отрицаний, рассказывая слушателю о том, что «не любит» и «ненавидит» автор, что вызывает у него досаду. Автор иногда сопровождал исполнение песни комментарием: 
Я хочу вам показать песню, которая ответит на половину из тех вопросов, которые мне задают в письмах. Вопросы, которые относятся лично ко мне, к личности моей — о том, что я лично люблю в этой жизни, чего — нет, что приемлю, чего — нет…
Среди качеств и поступков, которые автор перечисляет в качестве нелюбимых — «холодный цинизм», «восторженность», копание и плевки в душу, «иглу» почестей, досужие сплетни и «наветы за глаза», недосказанности, «сытую» уверенность и сомнение, «насилье и бессилье», массовые зрелища, на которых «мильон меняют по рублю». А. В. Скобелев и С. М. Шаулов отмечают, что все эти черты описываются «безотносительно к каким-либо личностям или персонажам, и только к себе поэт обращает категорическое „я не люблю“: „Я не люблю себя, когда я трушу“».

## Исполнение и публикация
Песня написана в 1969 году и первоначально предназначалась для кинофильма «Опасные гастроли». Игравшая с Высоцким в этой ленте Лионелла Пырьева рассказала позже, что эпизод, где исполнялась эта песня, вырезали при окончательном монтаже. Ассистент звукооператора А. Борисов, рассказывая о съёмках фильма, упоминал, что в отличие от других прозвучавших в картине песен, «Я не люблю» исполнялась не под фонограмму, а «вживую», и возможно, что причиной её исчезновения из фильма стало техническое несовершенство звука (хотя такое решение могло быть принято и из-за остроты темы). Наиболее ранние концертные исполнения датируются летом того же года. «Я не люблю» оставалась одной из самых исполняемых песен на концертах Высоцкого до конца его жизни. Подсчитано, что «Я не люблю» прозвучала более чем в трети всех известных концертов Высоцкого с момента её написания, по средней частотности исполнения уступая только «Письму с Канатчиковой дачи». В посвящённой Высоцкому серии передач радио «Эхо Москвы» говорится, что известно почти 240 фонограмм авторского исполнения, а в индексе фонограмм перечислены почти 250. Песня часто звучала последней в программе (хотя и не столь часто, как «Парус»); завершил ею Высоцкий и последний в своей жизни концерт — 16 июля 1980 года в подмосковном Калининграде.
Текст песни менялся со временем. Например, вместо «Я не люблю любое время года, // Когда весёлых песен не пою» встречался вариант «…В которое болею или пью». Вместо «досадно мне, когда невинных бьют» Высоцкий мог петь «без дела» или «без смысла бьют», вместо «в восторженность не верю» — «в доверчивость не верю». В черновиках фигурирует вариант «Я не люблю, когда острее клина // В затылок мне врага направлен взор». Исследователи творчества Высоцкого особо отмечают два изменения. В ранних редакциях пелось «Я не люблю, когда стреляют в спину, // Но если надо — выстрелю в упор» и «Я не люблю насилья и бессилья, // И мне не жаль распятого Христа» . Позднее смысл строк был изменён кардинально: Высоцкий стал петь «Я также против выстрелов в упор» и «Вот только жаль распятого Христа».
В 1972 году по просьбе Галины Волчек Высоцкий отдал четыре своих песни в спектакль театра «Современник» по пьесе эстонского автора Раймонда Каугвера «Свой остров». Высоцковед М. И. Цыбульский пишет, что Каугвер, хотя и получил уже известность как романист, в пьесе предпочёл принятый в то время «конфликт хорошего с отличным»: главный герой пьесы Карл Рийпс борется за передовой, более экологичный способ добычи сланцев. По словам Цыбульского, Волчек, понимая непривлекательность такого сюжета для театрального зрителя, нашла способ оживить спектакль. Режиссёр вспоминала: 
«Свой остров» — это был спектакль, построенный на песнях Высоцкого… Главное заключалось в том, что его песни поднимали эту пьесу на другой уровень, и делали её для меня интереснее, чем она была на самом деле.
Волчек удалось добиться разрешения Управления культуры на включение песен в спектакль. Одна из них, «Свой остров» («Отплываем в тёплый край навсегда…»), была написана специально для постановки, остальные три — «Человек за бортом», «Лирическая» («Здесь лапы у елей дрожат на весу…») и «Я не люблю» — были созданы раньше и уже исполнялись автором. В спектакле все их пел игравший главного героя Игорь Кваша — по словам Волчек, единственный, чьё исполнение, очень отличное от своего собственного, признавал Высоцкий. В текстах песен по сравнению с авторским исполнением были внесены изменения, как в соответствии с сюжетной линией , так и по просьбе Кваши. Это последнее изменение коснулось именно «Я не люблю»: строфа, упоминавшая о распятом Христе, не понравилась актёру «просто эстетически» и в спектакле прозвучала в следующей редакции:
Когда я вижу сломанные крылья,
Хочу помочь, — хоть это не по мне,
Я не люблю насилья и бессилья,
И не могу остаться в стороне.
В печати песня впервые появилась в переводе, причём уже в 1972 году. Это произошло благодаря тому, что драматург Стефан Цанев перевёл на болгарский язык пьесу «Свой остров», включив в неё и переводы всех четырёх прозвучавших в спектакле песен Высоцкого. Ещё один прижизненный перевод — на эстонский язык — появился в 1977 году в газете Tallinna politehnik.
В 1974 году на Всесоюзной студии звукозаписи «Мелодия» были сделаны записи 24 песен Высоцкого (в том числе 6 в исполнении Марины Влади) в сопровождении одноимённого ансамбля под управлением Георгия Гараняна. В виде цельных альбомов эти песни при жизни автора так и не появились, но на протяжении нескольких лет выходили частями на пластинках-миньонах. «Я не люблю» была частью записи 1974 года, но на пластинки при жизни автора так и не попала. В 1977 году песня (как «Я не люблю фатального исхода…») вошла в третью серию сборника «Песни русских бардов» парижского издательства «YMCA-Press» в числе почти 300 песен Высоцкого — такое обилие материала даёт М. Цыбульскому право называть «Песни русских бардов» его первым собранием сочинений. Сборник формировался из компакт-кассет в сопровождении отпечатанных в трёх томах текстов песен (позже, при переиздании в 1978 году, была добавлена и четвёртая серия). Редактор сборника Владимир Аллой писал, что «наезжавший в Париж Володя Высоцкий очень радовался выходу Собрания» и заранее о нём знал. Однако Цыбульский отмечает, что никаких личных записей издатели от Высоцкого не получали и использовали старые, часто низкокачественные, фонограммы. В 1979 году песня вошла в виниловый двойной альбом «Нью-йоркский концерт Владимира Высоцкого, 1979», в котором были собраны записи с концерта 17 января того же года в Бруклинском колледже Нью-Йорка.
В советской печати текст песни на русском языке впервые появился после смерти автора в составленном Р. Рождественским сборнике «Нерв». В первом издании «Нерва», вышедшем в 1981 году, фигурирует, в частности, ранняя версия «Но, если надо, — выстрелю в упор». В мае 1987 года фирма «Мелодия» издала двойной альбом «Владимир Высоцкий. …хоть немного ещё постою на краю…», в который вошли в том числе записи чтения песен и стихотворений Высоцкого в исполнении известных актёров театра на Таганке. Текст «Я не люблю» вошёл в первый диск альбома в исполнении Вениамина Смехова. В серии «На концертах Владимира Высоцкого», состоявшей из 21 альбома, песня появилась дважды — на дисках под номерами 4 («Песня о друге», 1988) и 11 («В поисках жанра», 1990).

## Литературно-музыкальный анализ
Высоцковеды отмечают, что произведения в формате «я (не) люблю» известны в русской литературе и до Высоцкого. В связи с этим В. Гавриков вспоминает обладающее аналогичной анафорической структурой стихотворение Иннокентия Анненского «Я люблю», а А. Скобелев — рассказ Виктора Драгунского «…И чего не люблю!» из цикла «Денискины рассказы», а также стихотворение Василия Пушкина «Люблю и не люблю» (1815): 
В собраньях не люблю нахалов,
Подагрой не люблю страдать,
Я глупых не люблю журналов,
Я в карты не люблю играть,
И наших Квинтильянов мнимых
Суждений не люблю я злых;
Сердец я не люблю строптивых,
Актёров не люблю дурных…
При этом текст Высоцкого, в отличие от текста Пушкина, полностью построен на отрицаниях — «не люблю», «ненавижу», «не верю», «не терплю», «я против», «досадно» (последнее, согласно И. Елинеку, «одно из любимых слов Высоцкого»). Приём выражения отношения через отрицание, в концентрированной форме выразившийся в «Я не люблю», по наблюдениям исследователей, характерен для творчества Высоцкого в целом. По выражению Скобелева, ему «легче сказать: „Я не люблю“, — чем рассказать о том, что он любит». По количеству отрицающих оборотов в своих произведениях этот автор сравним с Лермонтовым и превосходит даже такого «резкого» поэта, как Галич. Е. Климакова обращает внимание, что многим из явлений, отвергаемых в песне, Высоцкий посвятил и отдельные произведения, которые она обозначает общим термином «баллады отрицания». В её классификации «Баллада об оружии» соответствует строкам «Я не люблю, когда стреляют в спину, // Я также против выстрелов в упор», «Баллада о манекенах» — отрицанию «уверенности сытой», «Баллада о короткой шее» — строкам «Досадно мне, что слово „честь“ забыто // И что в чести наветы за глаза» и так далее.
Многократно отмечалось, что текст песни очень личный, это декларативное выражение авторской жизненной позиции, в котором практически отсутствует лирический герой. Н. А. Крымова проводит параллель между идеями песни и ранней трактовкой Высоцким образа Гамлета, которого он начал играть два года спустя с «агрессивной и беззащитной естественностью». «Я не люблю» называют программной песней, поэтическим кредо Высоцкого, выражением философской позиции «если я знаю, что я есть, то знаю и то, как я должен поступать». Американский историк Г. Чернявский определяет её и как политический манифест автора. По мнению Чернявского, эта песня — протест против «морального кодекса строителя коммунизма», оправдывающего действия тех, кто «лез в душу» поэта и его современников, потом используя в своих интересах полученный доступ. С другой стороны, С. В. Уварова возражает против определения «Я не люблю» как «песни протеста». Она указывает, что, хотя в песне заявлена отрицающая позиция автора по отношению ко многим явлениям, в ней отсутствует адресат и объект действия, то есть выражается общее неприятие действия вне зависимости от того, кто конкретно его совершает. Этим обусловлено преобладание неопределённо-личных и безглагольных конструкций, а когда конкретный субъект всё же появляется, им оказывается сам певец, а не некая вышестоящая инстанция, чьи действия нуждаются в исправлении.

Изменения в тексте, связанные с «выстрелами в упор» и «распятым Христом», во многих публикациях, посвящённых Высоцкому, рассматриваются как отражение глубинных изменений во взглядах самого́ автора. Возможно, однако, что эти изменения были связаны и с негативной реакцией окружающих. Так, В. И. Новиков и А. К. Кулагин упоминают, что версия «не жаль» вызвала резкое неодобрение Бориса Можаева, а по воспоминаниям Станислава Садальского, в том же ключе высказалась уже при первом исполнении песни Людмила Целиковская. Новиков выдвигает теорию, согласно которой ранняя редакция была не отражением собственных позиций поэта, а неким ролевым образом: 
Поначалу песня «Я не люблю» сочинялась как бы от имени некоего могучего супермена, которому сам чёрт не брат… Песня носила игровой, ролевой оттенок, который затем сделался не нужен…
Несмотря на программный смысл, текст песни содержит большое количество литературных приёмов и художественных образов, позволяющих оценивать его как поэтическое произведение, а не простую декларацию. Исследователи выделяют такой часто используемый Высоцким приём, как эллипсис («я не люблю, когда наполовину», «когда всё время против шерсти» — сложные моменты для переводчиков, проблемы которых с их адекватным воспроизведением отмечаются особо), фразеологизмы — как общеупотребимые, так и авторские («игла почестей»), выстраиваемые аналогии между «червями сомнения» и «иглой почестей» и между «лезут в душу» и «плюют в душу». Скобелев указывает на повторяющийся в творчестве Высоцкого образ сломанных крыльев — помимо «Я не люблю», он фигурирует также в написанном позже стихотворении «Мой чёрный человек в костюме сером», где «сломанные крылья» тоже формируются со словом «бессилья». И. Елинек усматривает также перекличку между образом арен, где задёшево покупаются «жертвы, которые приносят в цирках и на аренах акробаты, канатоходцы и другие артисты», и центральным образом более поздней песни «Канатоходец».
Как особенность авторского исполнения произведения Л. Томенчук отмечает «безударное „я“» — отсутствие голосового выделения многократно повторяющегося местоимения первого лица. По предположению исследовательницы, это могло быть связано с тем, что Высоцкий рассматривал текст песни не как личное, а скорей как коллективное кредо всех, кто отрицательно относится к отравляющим нравственную атмосферу явлениям.

## Наследие
Аз не обичам изхода фатален

и няма да ми писне да съм жив.

И мразя се, когато съм печален,

когато пея, а не съм щастлив
По количеству известных переводов на 2017 год текст «Я не люблю» занимает первое место среди всех произведений Высоцкого — его переводили почти 160 раз более чем на 50 языков. Первые переводы — на болгарский и эстонский языки — были опубликованы ещё при жизни автора, предшествуя или совпадая по времени с первыми изданиями на русском языке (см. Исполнение и публикация). Помимо самого раннего по времени перевода Стефана Цанева, на болгарский язык были сделаны ещё три перевода, из которых самым популярным стал вариант Румена Леонидова, с 1983 по 2003 год выдержавший 8 переизданий. Несколько переводов сделаны и на чешский язык; при этом в раннем переводе («Nemám rád» Я. Моравцовой), по-видимому, использовался вариант текста со словами «но, если надо, — выстрелю в упор», а в более позднем переводе М. Дворжака — окончательная версия. Многочисленны переводы на польский — бард и режиссёр Войцех Млынарский уже в 1989 году, готовя к постановке спектакль, посвящённый Высоцкому, ознакомился с пятью опубликованными вариантами, не удовлетворился ни одним и перевёл стихи в шестой раз. Вольный перевод «Я не люблю» («Nie lubię») в числе почти 20 песен Высоцкого выполнил ещё один польский бард Яцек Качмарский; в дальнейшем на Кубе вышел диск Cuanda Amanezca el Dia (с исп. — «Когда начнётся день») группы La Bobosa Azul, составленный из переводов песен Качмарского и Высоцкого. В этот альбом вошёл и испанский перевод песни «Я не люблю» — «No me gusta». Ещё в 1980-е годы появились перевод на китайский язык, выполненный Ван Ляо, и перевод на румынский П. Стойческу и А. Иванова, греческий перевод выполнил в 1998 году поэт Г. Соилемезидис, сербский — в 2005 году М. Бачович. Входила песня и в репертуар рекордсмена по числу переводов Высоцкого на немецкий язык — автора-исполнителя Райнхольда Андерта На английский язык песню переводили в том числе эмигранты — А. Вагапов и Т. Вардомская (доктор-лингвист, преподаватель университета Чикаго). В сборнике «Vladimir Vysotsky in new translations: International poetic project» (2014) текст песни появился в переводах на такие языки народов России как тувинский, кумыкский и юкагирский. В 2015 году к числу языков, на которые переведена песня, добавился малайский, а три года спустя мальтийский.
Выражения «Я не люблю, когда мне лезут в душу» и «Я не люблю, когда стреляют в спину» стали крылатыми и используются в том числе в заголовках публикаций в прессе. Под названием «Я не люблю» вышел в 1988 году первый полнометражный документальный фильм о Владимире Высоцком (режиссёр П. Я. Солдатенков). Через десять лет издательство «Эксмо» выпустило под тем же названием сборник произведений Высоцкого, в который были также включены воспоминания матери и друзей поэта. Оборот «я не люблю, когда…» наряду с некоторыми другими заимствованиями у Высоцкого стал популярен у непрофессиональных (или «наивных», согласно терминологии посвящённых им исследований) поэтов. По тем же канонам, что у Высоцкого, построена и песня «Я не люблю» профессионального автора-исполнителя Сергея Бабкина, хотя стиль её исполнения и язык отличаются от песни Высоцкого: согласно А. Н. Ярко, «Это не „я не люблю=я ненавижу“, а „я не люблю=мне не нравится, я стараюсь избегать“».
Опрос ВЦИОМ, проведённый в Москве в 1997 году, показал, что песня остаётся узнаваемой и популярной: она замкнула первую десятку среди самых любимых москвичами произведений Владимира Высоцкого. Приуроченный к 80-летию Высоцкого опрос 25 тысяч пользователей социальной сети «Одноклассники» поставил «Я не люблю» на первое место среди его песен по популярности в этом срезе общества — больше 19 % опрошенных указали эту песню среди любимых («Кони привередливые» — 17 %, «Он не вернулся из боя» — менее 15 %).

## Комментарии
1. ↑  Исследователь творчества Высоцкого В. Изотов включает «Я не люблю» наряду с созданными позднее песнями «Я все вопросы освещу сполна…» и «Я к вам пишу» в так называемую «Трилогию ответов», призванную разъяснить смысл творчества автора и развеять окружавшие его слухи[4].
2. ↑  А. Скобелев предполагает, что этот образ в песне восходит к стихотворению Семёна Гудзенко «Наше поколение» («Нас не нужно жалеть, ведь и мы никого б не жалели»), которое Высоцкий исполнял в спектакле «Павшие и живые»[14].
3. ↑  Так, вместо «Отплываем в тёплый край навсегда…» герой-бунтарь поёт «Покидаем тёплый край навсегда…», а в текст «Человека за бортом» внесены поправки, убирающие дополнительные философские планы[17].